# Gemeentebelang (Heist-op-den-Berg)
Gemeentebelang was een Belgische lokale politieke partij te Heist-op-den-Berg.

## Geschiedenis
De partij werd opgericht in de aanloop naar de gemeenteraadsverkiezingen van 2000 onder de naam Heist 2000. Lijsttrekker was voormalig VLD-gemeenteraadslid Mario De Preter, ook VU-er Marc Jans sloot aan. Voorzitter was Luc Prové. Ze overtuigde die stembusgang 12,7% van de kiezers, goed voor vier zetels in de Heistse gemeenteraad. Verkozenen waren Mario De Preter, Marc Jans, Doenja Briers en Tim Teurfs. In juni 2005 werd bekend dat Marc Jans de partij verliet en zou zetelen voor N-VA.
Voor de gemeenteraadsverkiezingen van 2006 werd de kieslijst verruimd met onafhankelijke kandidaten en trok de partij naar de kiezer onder de naam Gemeentebelang. Lijsttrekker was Eddy Gorris. Onder meer ook voormalig CD&V-er en schepen Bert De Haes bevolkte de lijst. De partij verzamelde 17,31% van de kiezers, wat resulteerde in zes verkozenen: Mario De Preter, Bert De Haes, Doenja Briers, Eddy Gorris, Carl De Bie en Tim Teurfs. In 2007 werd Vincent Kerkstoel verkozen tot partijvoorzitter.
In november 2010 werd bekendgemaakt dat de partij opging in de N-VA.